# Phoracantha laetabilis
Phoracantha laetabilis là một loài bọ cánh cứng trong họ Cerambycidae.